# Luigi Beltrame Quattrocchi und Maria Corsini

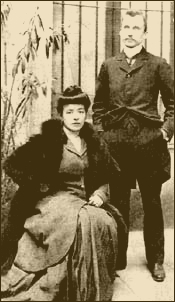
Luigi Beltrame Quattrocchi und Maria Corsini (1905)

Luigi Beltrame Quattrocchi (deutsch auch Alois Beltrame Quattrocchi; * 12. Januar 1880; † 9. November 1951) und Maria Corsini-Beltrame Quattrocchi (* 24. Juni 1884; † 26. August 1965) waren miteinander verheiratete italienische katholische Laien, die 2001 als erstes Ehepaar gemeinsam selig gesprochen wurden. Sie lebten „ein gewöhnliches Leben auf außergewöhnliche Weise“, so Papst Johannes Paul II. Ihre Gedenktag wird in der römisch-katholischen Kirche am 25. November gefeiert, ihrem Hochzeitstag.

## Luigi Beltrame Quattrocchi
Luigi wurde 1880 in Catania als Sohn von Carlo und Francesca Beltrame Vita geboren. Der zweite Nachname wurde hinzugefügt, da Luigi von seiner kinderlosen Tante und seinem Onkel Stefania und Luigi Quattrocchi aufgezogen und dann adoptiert wurde, während er eine enge Beziehung zu seinen leiblichen Eltern unterhielt. Er besuchte die Schule in Ancona und zog dann nach Rom, wo er in der Gegend von Esquilin lebte. Er studierte Rechtswissenschaften an der Sapienza-Universität in Rom und schloss 1902 mit einem Abschluss in Rechtswissenschaften ab.
Nach seinem Doktorat arbeitete Quattrocchi bei der Finanzverwaltung und war später für den Vorstand verschiedener Banken tätig, darunter der Banca d’Italia. Ab 1916 arbeitete er hauptberuflich bei den Pfadfindern und war von 1921 bis 1927 Hauptgeschäftsführer des italienischen katholischen Pfadfinderbundes ASCI.

## Maria Corsini
Maria Luisa Corsini wurde 1884 in Florenz als Tochter des adeligen Hauses Corsini geboren. Ihr Vater, Angeiolo Corsini, war Hauptmann der Grenadiere der königlichen Armee. Ihre Mutter war Julia Salvi. Aufgrund der häufigen militärischen Versetzungen ihres Vaters lebte die Familie in Pistoia, Arezzo und Rom.
Maria Corsini erfuhr von frühester Kindheit an eine umfangreiche Bildung. Sie wurde als Jugendliche von den Priestern der Pfarrei in Literatur unterrichtet. Geistliche Begleitung, der tägliche Besuch der heiligen Messe und Empfang der Kommunion und Beten gehörten zu ihrem Alltag. Obwohl sie eine von Nonnen geleitete Schule in Rom besuchte, wechselte Corsini an eine staatliche Schule, als eine der Nonnen schlecht über den König sprach. Nach ihrem Abschluss wurde sie Professorin für Pädagogik und Dozentin und veröffentlichte Aufsätze und Bücher zu den Themen Erziehung, Religion und Familie.

## Ehepaar Beltrame Quattrocchi
Corsini lernte Quattrocchi – den Sohn eines Freundes der Familie – im Haus ihrer Familie in Florenz kennen. Die beiden heirateten am 25. November 1905 in der Cappella Corsini in der Basilika Santa Maria Maggiore in Rom. In den ersten Jahren nach der Hochzeit lebten sie mit ihren Eltern und Großeltern zusammen.
Sie war sehr gläubig, anders als ihr Mann in den ersten Jahren. In den ersten drei Jahren ihrer Ehe brachte Corsini drei Kinder zur Welt: Filippo (* 1906), Stephania (* 1908) und Cesare (* 1909). Während ihrer vierten Schwangerschaft wurde bei ihr eine Placenta praevia diagnostiziert. Angesichts der damaligen Gefahren in einer solchen Lage rieten die Ärzte dem Paar zu einem Abbruch der Schwangerschaft. Ihrem Ehemann sagte man, dass er ohne medizinische Intervention damit rechnen müsse, Witwer zu werden und drei kleine Kinder zu versorgen. Es gelang den Ärzten jedoch, die Wehen einzuleiten und das Kind vorzeitig zu entbinden. Corsini schrieb es ihrem Glauben zu, dass sie und ihr Baby überlebten. Enrichetta (* 1914) war zusammen mit zwei ihrer Geschwister bei der Seligsprechung ihrer Eltern im Jahr 2001 anwesend.
Beide waren Mitglieder des Dritten Ordens der Franziskaner. Sie gründeten Pfadfindergruppen für Kinder in den ärmeren Vierteln Roms. Maria arbeitete während des Zweiten Italienisch-Äthiopischen Krieges für das Rote Kreuz und diente während des Zweiten Weltkriegs als freiwillige Krankenschwester beim Italienischen Roten Kreuz. Das Haus des Paares stand während des Krieges für Bedürftige offen, insbesondere wurde ihr Haus in der Via Depretis zu einer Unterkunft für Juden und andere Flüchtlinge. Corsini engagierte sich für die Belange der Frauen in der Pfarrei St. Vitale und in der Frauenabteilung der „Katholischen Aktion“. Maria schrieb mehrere christliche Erziehungsbücher, so z. B. La madre : nel problema educativo moderno (1912) oder Il libro della giovane (1950).
Das Ehepaar gehörte zu den Gründern verschiedener katholischer Organisationen:
- ASCI (Associazione Scouts Cattolici Italiani), die italienische katholische Pfadfindervereinigung;
- Azione Cattolica, die größte Laienorganisation der Katholiken in Italien

Sie waren außerdem Mitglieder von UNITALSI, eine Organisation, die kranke Menschen auf Pilgerreisen nach Lourdes und anderen Wallfahrtsorten begleitet.
Corsini und ihr Mann waren mit vielen religiösen Einrichtungen verbunden. Kardinal Jose Saraiva Martin schreibt, dass „sie ihre Familie zu einer echten Hauskirche machten, offen für das Leben, das Gebet, das Zeugnis des Evangeliums, das Sozialapostolat, die Solidarität mit den Armen und die Freundschaft... Eng verbunden in Liebe und christlichen Idealen, gingen sie gemeinsam den Weg der Heiligkeit“. Das Ehepaar gründete auch eine Pfadfindergruppe in Rom.

### Kinder
Das Paar hatte vier Kinder:

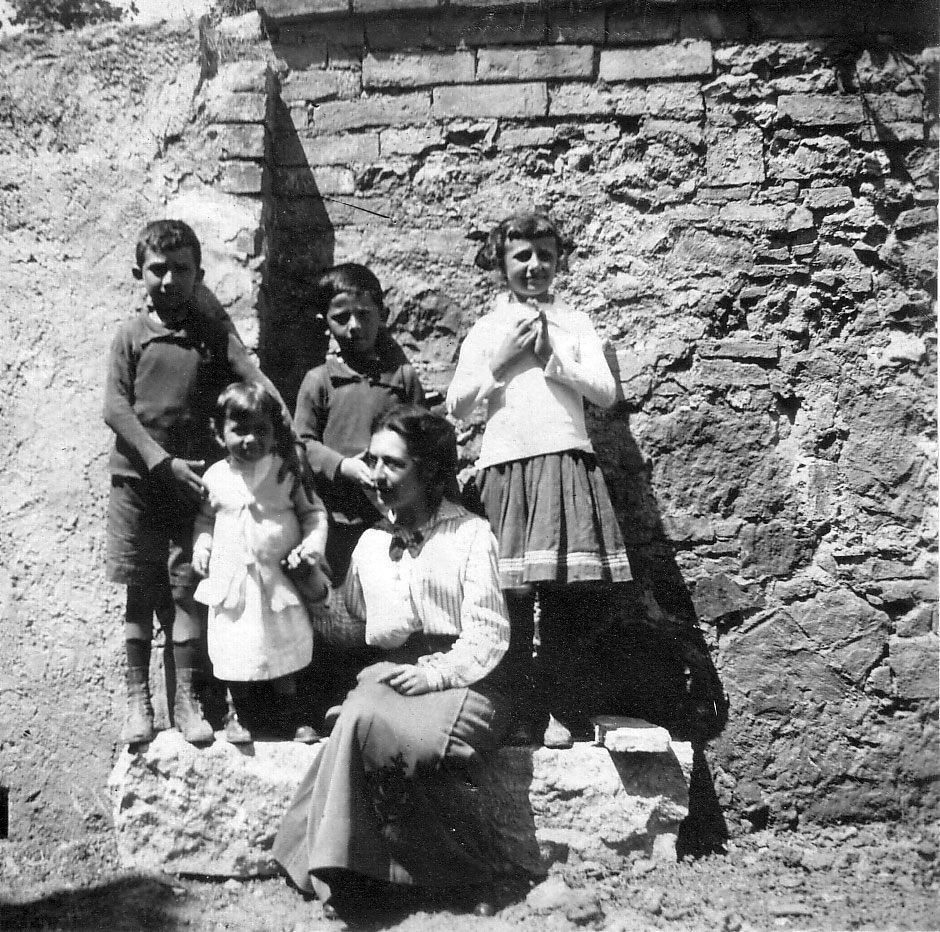
Maria gemeinsam mit ihren Kindern

- Filippo (* 15. Oktober 1906; † 20. Februar 2003), Benediktinerpriester, bekannt als Don Tarcisio oder Don Tar.
- Stefania (* 9. März, 1908; † 9. März 1993), Benediktinerin, bekannt als Schwester Cecilia.
- Cesare (* 27. November 1909; † 31. Dezember 2008), Trappistenmönch, bekannt als Pater Paolino.[6][14]
- Enrichetta (* 6. April 1914; † 16. Juni 2012), deren Seligsprechungsprozess 2018 eröffnet wurde.

Don Tarcisio und Pater Paolino waren bereits als Kinder Mitglieder des italienischen Pfadfinderverbandes ASCI und wurden nach ihrer Priesterweihe Pfadfinderkapläne. Als der Verband mit der weiblichen Pfadfinderinnenvereinigung zur AGESCI (Associazione Guide e Scouts Cattolici Italiani) zusammengelegt wurde, traten beide der neuen Organisation bei. 

### Tod und Beisetzung

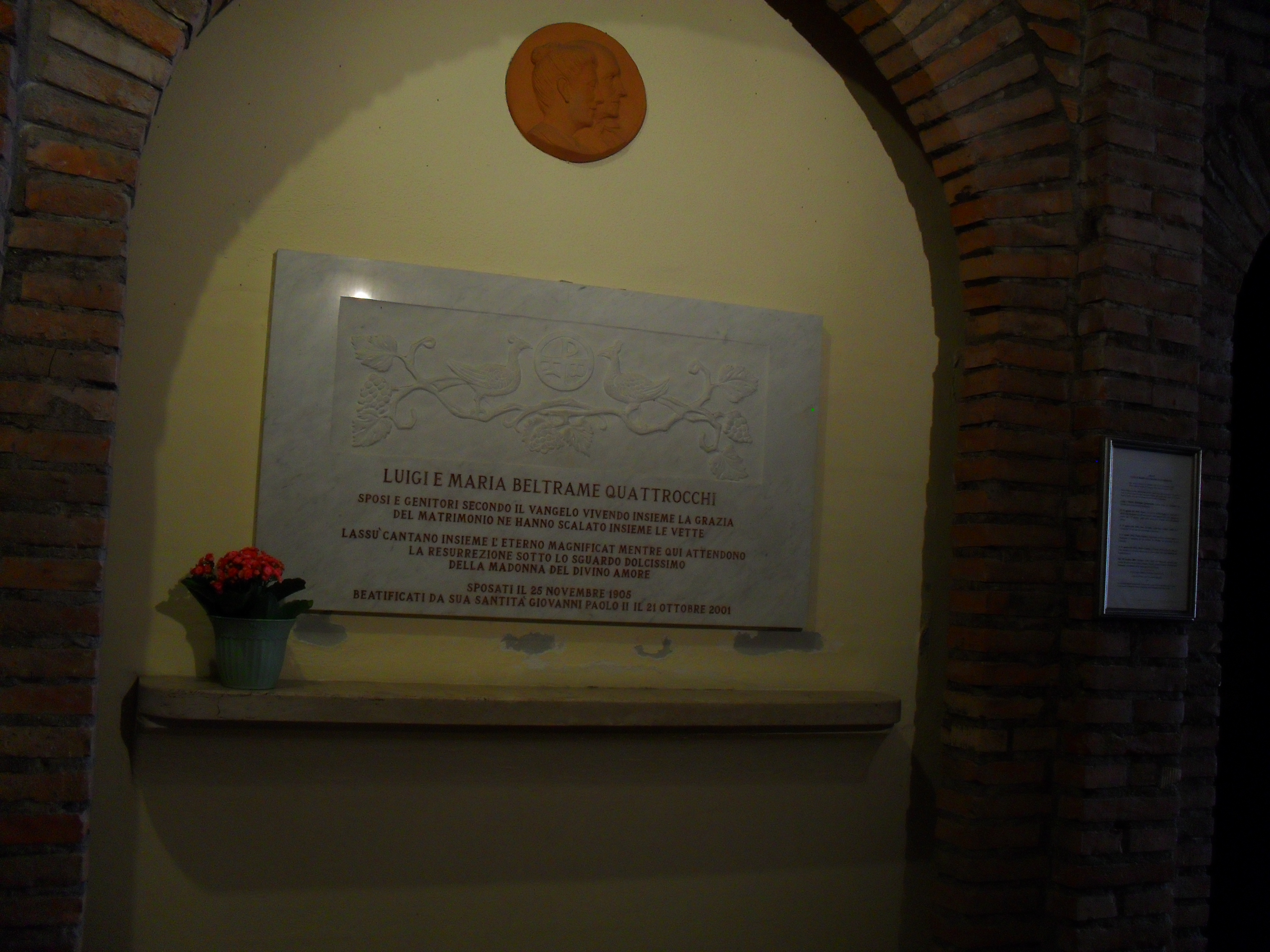
Grab der Quattrocchis

Luigi starb am 9. November 1951 in Rom, Maria am 26. August 1965 in ihrem Haus La Madonnina in Serravalle di Bibbiena, das ihr Mann gebaut hatte. Beide sind in der Krypta des Santuario della Madonna del Divino Amore in Rom begraben.

## Seligsprechung und Nachwirkung
Der Seligsprechungsprozess wurde am 18. Oktober 1994 eröffnet. Seitdem trugen beide den Titel „Diener Gottes“. Vom 25. November 1994 bis zum 4. Dezember 1996 fand der diözesane Teil des Prozesses statt, um Unterlagen und Zeugnisse zu sammeln. Der Prozess wurde am 20. Juni 1997 bestätigt und die Positio 1999 der Kongregation für die Selig- und Heiligsprechungsprozesse vorgelegt. Kardinal José Saraiva Martins, Präfekt der Kongregation, sagte, dass sie „aus ihrer Familie eine echte Hauskirche gemacht haben, die offen ist für das Leben, das Gebet, das Sozialapostolat, die Solidarität mit den Armen und die Freundschaft“.
Papst Johannes Paul II. hat für beide den heroischen Tugendgrad anerkannt und ihnen am 7. Juli 2001 den Titel „Ehrwürdiger Diener Gottes“ zuerkannt. In demselben Dekret erkannte er auch ein Wunder an, das ihrer Fürsprache zugeschrieben wird. Er sprach beide am 21. Oktober 2001 in Anwesenheit von drei ihrer vier Kinder selig. In der Predigt zur Seligsprechung sagte der Papst:

„Indem sie aus dem Wort Gottes und dem Zeugnis der Heiligen schöpften, haben die Eheleute ein gewöhnliches Leben auf außergewöhnliche Weise gelebt. Inmitten der Freuden und Sorgen einer normalen Familie verstanden sie es, ein außerordentlich reiches geistliches Leben zu führen. Im Mittelpunkt stand die tägliche Feier der Eucharistie, zu der die kindliche Verehrung der Jungfrau Maria, das Rosenkranzgebet am Abend und die Beziehung zu klugen geistlichen Ratgebern hinzukamen.“

Die beiden Söhne, beide Priester, konzelebrierten die Messe mit dem Papst. Der Tag der Seligsprechung war zugleich der 20. Jahrestag der Veröffentlichung des apostolischen Schreibens Familiaris Consortio.
Ein zweites, für die Heiligsprechung erforderliches Wunder wurde vom 11. März 2014 bis zum 17. Dezember 2014 untersucht. Das Ergebnis steht noch aus. Wenn das Wunder anerkannt wird, können die beiden heiliggesprochen werden. 
Ihre Reliquien befinden sich in einer Krypta im Santuario della Madonna del Divino Amore in Rom.
Die Stiftung Luigi und Maria Beltrame Quattrochi, die ihnen zu Ehren gegründet wurde, hat das Ziel, Paaren bei der Eheschließung zu helfen und sie bei der Festigung ihres Ehelebens zu beraten.
Die beiden Eheleute wurden 2022 zu Patronen des 10. Welttreffens der Familien in Rom ernannt.

## Werke
- Luigi Beltrame Quattrocchi, Maria Beltrame Quattrocchi: Dialogando con i figli. Lettere d’amore. Città Nuova, Rom 2001, ISBN 88-311-5482-6.